# تئوکلیا
تئوکلیای قدیس (انگلیسی: Saint Theoclia یک شهید و قدیس مصری از قرن چهارم میلادی بود.
تئوکلیای قدیس همسر «یوستوس قدیس» بود. آنها در اسکندریه از هم جدا شدند، در این هنگام یوستوس قدیس به آنتینوپولیس فرستاده شد و در آنجا در نهایت به شهادت رسید، در حالی که تئوکلیای قدیس به سائیس فرستاده شد. فرماندار شهر تلاش کرد تا او را متقاعد کند که از مسیحیت دست بکشد، اما او امتناع کرد. او سپس به شدت شکنجه شد تا جایی که پوست بدنش کنده شد و پس از آن به زندان انداخته شد. در روایت قدیس‌نگاری او آمده که فرشته‌ای در زندان ظاهر شد، او را تسلی داد و زخم‌هایش را شفا بخشید. بسیاری از زندانیانی که این معجزه را دیدند، مسیحی شدند و بعدها به شهادت رسیدند. تئوکلیای قدیس در نهایت در تاریخ «۱۱ پاشون» از گاه‌شماری قبطی سر بریده شد.